# Johannes Blum

Johannes Blum

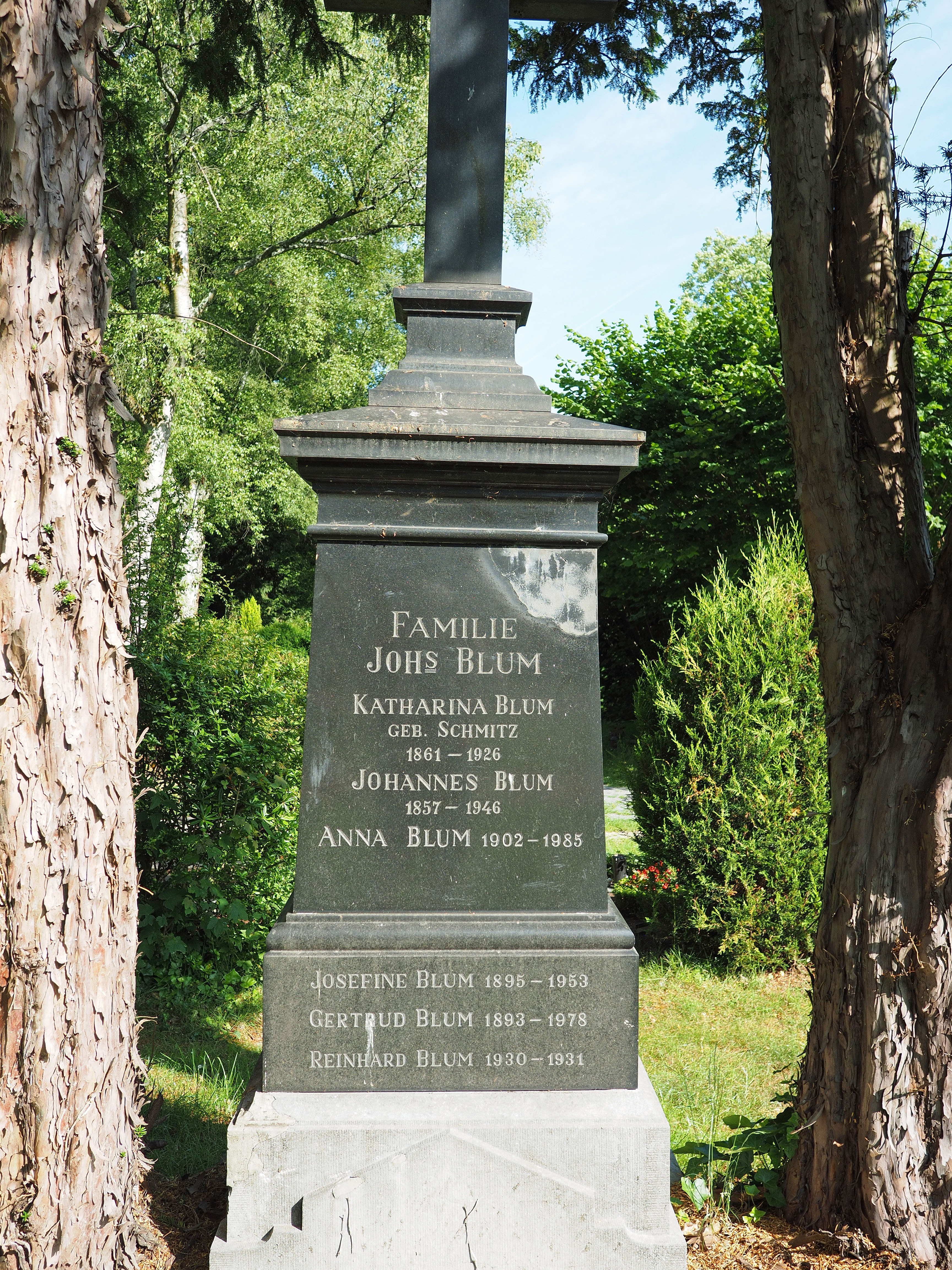
Grabstein Familie Blum (Hauptfriedhof (Krefeld))

Johannes Blum (* 23. November 1857 in Krefeld; † 22. März 1946 ebenda) war ein deutscher Politiker des Zentrums.

## Leben und Beruf
Nach dem Besuch des Gymnasiums in Krefeld übernahm Blum das landwirtschaftliche Gut seiner Eltern in Fischeln und bewirtschaftete es. Er gehörte dem Vorstand der rheinischen Landwirtschaftskammer an.

## Abgeordneter
Blum war von 1916 bis 1918 Landtagsabgeordneter in Preußen für den Wahlkreis Düsseldorf 9 (Kempen – Geldern). Er gehörte 1919/20 der Weimarer Nationalversammlung an. In der Debatte über das Reichssiedlungsgesetz am 1. Juli 1919 sprach er sich für die Schaffung vor allem mittelgroßer Siedlungsstellen für Neubauern aus, da Kleinstellen eine Familie nicht ernährten, während Großbetriebe das Ziel möglichst vielen Menschen eigenen Grund und Boden zu verschaffen verfehlen müssten. Anschließend war er bis 1933 Reichstagsabgeordneter. Zudem war er lange Jahre Stadtverordneter in Krefeld.

## Ehrungen
Nach Blum ist die Johannes-Blum-Straße in Krefeld-Fischeln benannt.